# Pallas (fille de Triton)
Pour les articles homonymes, voir Pallas.
Dans la mythologie grecque, Pallas (en grec ancien Παλλάς / Pallás) est une naïade du lac Triton en Libye et la fille du dieu Triton et de la nymphe Tritonis.

## Mythe
Pallas était la compagne de jeu d’Athéna dans le jeune âge de la déesse. Les deux amies avaient été élevées ensemble et étaient très liées. Un jour cependant, alors que les deux déesses s'entraînent au combat, Pallas prend le dessus et menace Athéna. Zeus s'interpose pour protéger sa fille. Pallas, éblouie par la lumière que dégage le roi de l'Olympe, ne prête plus attention au combat. Athéna en profite : elle donne à Pallas un coup involontaire, mais mortel ; très affectée, elle réalisa une statue à son effigie, qui deviendrait le Palladion. Depuis ce jour, Athéna décida de placer le nom de son amie avant son propre nom : désormais, elle s'appelle Pallas Athéna.

## Culte
L’histoire de la mort de Pallas a été reconstituée dans un festival annuel célébré par les tribus du bord du lac.

## Assimilations
La sœur de Pallas, l’Athéna libyenne, semble correspondre à la nymphe achéenne Tritée. On l’identifie également à Rhodé, l’Athéna de Rhodes, fille de Poséidon et d’Halia ou d’Amphitrite.

## Sources
- Pseudo-Apollodore, Bibliothèque [détail des éditions] [lire en ligne] (III, 144).
- Hérodote, Histoires [détail des éditions] [lire en ligne] (IV, 180, 1).
- Pausanias, Description de la Grèce [détail des éditions] [lire en ligne] (I, 14, 6).